# Gammelfäbodtjärnen, Jämtland
Gammelfäbodtjärnen är en sjö i Ragunda kommun i Jämtland och ingår i Indalsälvens huvudavrinningsområde.